# Balázs Horváth
Balázs Horváth (ur. 13 sierpnia 1942 w Budapeszcie, zm. 2 lipca 2006 w Veszprémie) – polityk węgierski, minister spraw wewnętrznych.
Był z wykształcenia prawnikiem, absolwentem Uniwersytetu Loránda Eötvösa w Budapeszcie. W 1988 należał do grona współzałożycieli Węgierskiego Forum Demokratycznego, w 1990 przez kilka miesięcy pełnił funkcję ministra spraw wewnętrznych w rządzie Józsefa Antalla. Później opuścił Węgierskie Forum Demokratyczne, przez pewien czas był niezależnym deputowanym, a w 2004 założył Forum Narodowe (2004), które weszło w koalicję z blokiem Fidesz. Z ramienia Fidesz zdobył mandat parlamentarny w kwietniu 2006, zmarł jednak już dwa miesiące później.